# Eleonora Vandi
Eleonora Vandi (Pesaro, 15 marzo 1996) è una mezzofondista italiana.

## Biografia
Figlia di papà mezzofondista e mamma quattrocentista, inizia a praticare l'atletica leggera a Pesaro all'età di nove anni, nella categoria cadette ha registrato due migliori prestazioni nazionali nei 500 e 600 metri piani nel 2011. Nel 2014 ha iniziato ad essere allenata dall'ex mezzofondista marocchino Faouzi Lahbi. Dal 2016 sale regolarmente sul podio ai campionati italiani assoluti di atletica leggera sia outdoor che indoor negli 800 e 1500 metri piani.
Nel 2016 ha conquistato la medaglia d'oro ai campionati del Mediterraneo under 23 di Tunisi. Nel 2020 ha conquistato il suo primo titolo nazionale assoluto nei 1500 metri piani all'aperto.

## Record nazionali

### Cadetti
- 500 metri piani: 1'14"72 ( Terni, 1º maggio 2011)
- 600 metri piani: 1'32"27 ( Ancona, 30 giugno 2011)

## Progressione

### 800 metri piani
| Stagione | Tempo   | Luogo          | Data      | Rank. Mond. |
| -------- | ------- | -------------- | --------- | ----------- |
| 2020     | 2'01"83 | Heusden-Zolder | 6-9-2020  | 52ª         |
| 2019     | 2'00"88 | Rehlingen      | 9-6-2019  | 45ª         |
| 2018     | 2'03"50 | Pescara        | 8-9-2018  | 187ª        |
| 2017     | 2'04"02 | Trieste        | 1-7-2017  | 214ª        |
| 2016     | 2'05"23 | Gavardo        | 29-5-2016 | 347ª        |
| 2015     | 2'06"07 | Torino         | 25-7-2015 | 383ª        |
| 2013     | 2'09"88 | Palmanova      | 1-5-2013  | 914ª        |
| 2012     | 2'08"36 | Torino         | 8-6-2012  | 660ª        |

### 800 metri piani indoor
| Stagione | Tempo   | Luogo        | Data      | Rank. Mond. |
| -------- | ------- | ------------ | --------- | ----------- |
| 2019/20  | 2'06"14 | Erfurt       | 2-2-2020  | 121ª        |
| 2018/19  | 2'05"62 | Ancona       | 19-1-2019 | 101ª        |
| 2016/17  | 2'05"84 | Ancona       | 19-2-2017 | 114ª        |
| 2015/16  | 2'05"85 | Ancona       | 6-3-2016  | 140ª        |
| 2013/14  | 2'13"26 | Ancona       | 2-2-2014  | 672ª        |
| 2012/13  | 2'11"16 | Ancona       | 2-3-2013  | 386ª        |
| 2011/12  | 2'10"32 | Val-de-Reuil | 3-3-2012  | 290ª        |

### 1500 metri piani
| Stagione | Tempo   | Luogo    | Data       | Rank. Mond. |
| -------- | ------- | -------- | ---------- | ----------- |
| 2020     | 4'18"39 | Modena   | 17-10-2020 | 173ª        |
| 2019     | 4'18"32 | Milano   | 26-4-2019  | 370ª        |
| 2018     | 4'18"07 | Pescara  | 9-9-2018   | 360ª        |
| 2017     | 4'19"30 | Rovereto | 29-8-2017  | 383ª        |

## Palmarès
| Anno | Manifestazione        | Sede       | Evento      | Risultato  | Prestazione | Note |
| ---- | --------------------- | ---------- | ----------- | ---------- | ----------- | ---- |
| 2013 | Mondiali allievi      | Donec'k    | 800 m piani | Batteria   | 2'15"11     |      |
| 2015 | Europei juniores      | Eskilstuna | 800 m piani | Batteria   | 2'08"25     |      |
| 2016 | Mediterraneo under 23 | Tunisi     | 800 m piani | Oro        | 2'07"51     |      |
| 2017 | Europei under 23      | Bydgoszcz  | 800 m piani | Batteria   | 2'07"69     |      |
| 2019 | Universiadi           | Napoli     | 800 m piani | Semifinale | 2'05"09     |      |
| 2019 | Mondiali              | Doha       | 800 m piani | Batteria   | 2'04"98     |      |
| 2021 | Europei indoor        | Toruń      | 800 m piani | Semifinale | 2'04"97     |      |

## Campionati nazionali
- 1 volta campionessa italiana assoluta dei 1500 metri piani (2020)
- 3 volte campionessa italiana promesse degli 800 metri piani (2016, 2017, 2018)
- 2 volte campionessa italiana promesse dei 1500 metri piani (2017, 2018)
- 1 volta campionessa italiana promesse degli 800 metri piani indoor (2017)
- 1 volta campionessa italiana juniores degli 800 metri piani (2015)
- 2 volte campionessa italiana juniores degli 800 metri piani indoor (2014, 2016)
- 1 volta campionessa italiana allieva degli 800 metri piani (2012)
- 2 volte campionessa italiana allieva dei 1000 metri piani indoor (2012, 2013)

2010
- 14ª ai campionati cadetti di corsa campestre - 7'43"

2012
- Oro ai campionati italiani allievi indoor, 1000 metri piani - 2'57"55
- 9ª ai campionati italiani assoluti, 800 metri piani - 2'11"04
- Oro ai campionati italiani allievi, 800 metri piani - 2'15"61

2013
- Oro ai campionati italiani allievi indoor, 1000 metri piani - 2'59"43
- Eliminata in batteria ai campionati italiani assoluti, 800 metri piani - 2'10"66

2014
- Argento ai campionati italiani juniores indoor, 800 metri piani - 2'16"69

2015
- Oro ai campionati italiani juniores, 800 metri piani - 2'08"48
- 4ª ai campionati italiani assoluti, 800 metri piani - 2'06"07

2016
- Argento ai campionati italiani juniores indoor, 800 metri piani - 2'10"51
- Bronzo ai campionati italiani assoluti indoor, 800 metri piani - 2'05"85
- Oro ai campionati italiani promesse, 800 metri piani - 2'07"05
- 4ª ai campionati italiani assoluti, 800 metri piani - 2'05"89

2017
- Oro ai campionati italiani promesse indoor, 800 metri piani - 2'07"54
- Bronzo ai campionati italiani assoluti indoor, 800 metri piani - 2'05"84
- Oro ai campionati italiani promesse, 800 metri piani - 2'10"00
- Oro ai campionati italiani promesse, 1500 metri piani - 4'25"15
- Bronzo ai campionati italiani assoluti, 800 metri piani - 2'04"02
- Argento ai campionati italiani assoluti, 1500 metri piani - 4'21"19

2018
- Bronzo ai campionati italiani assoluti, 800 metri piani - 2'03"50
- Argento ai campionati italiani assoluti, 1500 metri piani - 4'18"07
- Oro ai campionati italiani promesse, 800 metri piani - 2'12"85
- Oro ai campionati italiani promesse, 1500 metri piani - 4'54"06

2019
- Argento ai campionati italiani assoluti, 800 metri piani - 2'05"97

2020
- 5ª ai campionati italiani assoluti indoor, 800 metri piani - 2'08"05
- Argento ai campionati italiani assoluti, 800 metri piani - 2'05"19
- Oro ai campionati italiani assoluti, 1500 metri piani - 4'18"39

2022
- Bronzo ai campionati italiani assoluti indoor, 800 metri piani - 2'07"52
- Bronzo ai campionati italiani assoluti, 800 metri piani - 2'03"85
- Oro ai campionati italiani universitari, 1500 m piani - 4'32"10

2023
- 4ª ai campionati italiani assoluti indoor, 800 m piani - 2'02"61

2024
- Bronzo ai campionati italiani assoluti indoor, 800 m piani - 2'04"51

## Altre competizioni internazionali
2013
- Argento al Golden Gala ( Roma), 800 metri piani - 2'10"31

2015
- Argento al Golden Gala ( Roma), 800 metri piani - 2'06"83

2020
- 5ª al Memorial Van Damme ( Bruxelles), 1000 metri piani - 2'38"48
- 10ª al Golden Gala ( Roma), 800 metri piani - 2'03"17